# Marcello Truzzi
Marcello Truzzi (Copenhague, 6 de setembro de 1935 - Ann Arbor, 2 de fevereiro de 2003) foi um sociólogo e professor de sociologia dinamarquês radicado nos Estados Unidos.